# Хисикари, Такаси
Такаси Хисикари (яп. 菱刈 隆 Хисикари Такаси, 1871—1952) — генерал Императорской армии Японии.
Такаси Хисикари родился в Кагосиме в 1871 году. В 1894 году окончил Рикугун сикан гакко, во время японо-китайской войны был офицером 3-го пехотного полка. После войны учился в Рикугун дайгакко, по окончании в 1902 году стал командиром 26-го пехотного полка.
После недолгой службы начальником штаба при генерал-губернаторе Тайваня, Хисикари стал начальником штаба 1-й армии во время русско-японской войны. Позднее, после Первой мировой войны, он участвовал в интервенции в Россию.
В межвоенный период Хисикари занимал различные посты, включая должность начальника Рикугун сикан гакко, пост командира 4-го пехотного полка, должность начальника штаба 2-й дивизии, пост командира 2-й дивизии. В июле 1918 года он стал генерал-майором, в августе 1928 — генерал-лейтенантом. Ему довелось командовать 8-й дивизией, 4-й дивизией и Гарнизонной армией на Тайване. В августе 1929 года он был произведён в генералы. В 1930 году Хисикари стал командующим Квантунской армией. Он покинул этот пост 1 августа 1931 года, всего за месяц до Мукденского инцидента.
После операции «Нэкка» Хисикари во второй раз стал командующим Квантунской армией. В этот период он следил за выполнением мирного соглашения с Китаем, а также занимался подавлением антияпонского движения в Маньчжоу-го.
В 1934—1935 годах Хисикари Такахаси был членом Высшего военного совета, потом был переведён в резерв. С апреля 1941 года он полностью ушёл с военной службы.
С 1943 года и вплоть до своей смерти Такаси Хисикари был главой Всеяпонской ассоциации кэндо.